# Zbór Kościoła Zielonoświątkowego „Betel” w Szczytnie
Zbór Kościoła Zielonoświątkowego „Betel” w Szczytnie – zbór Kościoła Zielonoświątkowego w RP znajdujący się w Szczytnie, w okręgu północnym.

## Historia
Zbór został założony przez Józefa Ostaszewskiego, który urodził się 1 marca 1902 roku w Zarębach w ówczesnym powiecie pułtuskim w rodzinie wyznania rzymskokatolickiego. Podjął on od 1922 pracę nauczyciela w szkole w Winnicy, gdzie pod wpływem zatrudnionej tam nauczycielki, Olgi Weiss, zaczął brać udział w nabożeństwach ewangelicznych odbywających się w języku niemieckim. Tam też zetknął się z bratem Stanisławem Krakiewiczem z Warszawy, dzięki któremu usłyszał głoszenie Słowa Bożego w języku polskim. Na skutek tego w 1930 roku przyjął chrzest, a później wziął ślub z Olgą Weiss, z którą miał dwóch synów.
Po zakończeniu II wojny światowej Ostaszewski przebywał w Anglii, gdzie zetknął się z działalnością zielonoświątkowców i przyjął chrzest w Duchu Świętym. Do kraju powrócił w grudniu 1945 roku i wraz z rodziną zamieszkał w Szczytnie, gdzie małżonkowie podjęli pracę nauczycieli. Korzystali z posługi duszpasterskiej miejscowego zboru baptystycznego. Pod przewodnictwem Ostaszewskiego ze zboru odłączyła się grupa wiernych, która zaczęła prowadzić własne nabożeństwa w mieszkaniach prywatnych. W 1948 odbył się pierwszy chrzest dziewięciu nowych członków.
Nowy zbór czynił starania w celu pozyskania własnego domu modlitwy. Otrzymano dawną kaplicę luterańskich gromadkarzy, którą wyremontowano nakładem finansowym zielonoświątkowców z Polski oraz Stanów Zjednoczonych, a także dzięki pracy wszystkich członków zboru. Kaplica została otwarta w styczniu 1949, podczas uroczystego nabożeństwa odbył się również chrzest.
W 1953 szczycieńska wspólnota przystąpiła do Zjednoczonego Kościoła Ewangelicznego w PRL. Józef Ostaszewski pełnił stanowisko pastora zboru do 1965 roku, kiedy funkcję tę objął Andrzej Matwiejczuk. Następnie od 1969 pastorem zboru został ponownie Ostaszewski, który pełnił tę posługę do swojej śmierci w dniu 14 lipca 1976 roku. Od tego momentu stanowisko to powróciło do Andrzeja Matwiejczuka.
Liczba wiernych w zborze po śmierci pastora Ostaszewskiego zaczęła spadać, planowano jego likwidację jako samodzielnej placówki. Sytuacja ta została zahamowana, kiedy 21 października 1981 nowym pastorem zboru został Zygmunt Majewski, którego służba doprowadziła do wzrostu liczby zborowników. Odbywały się ewangelizacje namiotowe, koncerty, spotkania ewangelizacyjno-misyjne w domach kultury w Szczytnie, Pasymiu, Jedwabnie i Dźwierzutach. Prowadzona była też działalność charytatywna, pastor współpracował ze szkołami, aresztem i szpitalem.
W 1984 roku wspólnota liczyła 20 członków, w 1987 było to 28 wiernych, w 1990 - 52, a w 1991 roku zbór posiadał 55 wiernych. W samym 1990 ochrzczono 27 osób.
W 1989 roku zbór przystąpił do budowy Domu Rekolekcyjnego, którą dzięki wsparciu wiernych z Polski i zagranicy zakończono w 1991 r. Budynek zborowy rozbudowano w 1997.
W latach 2000–2004 pastor Zygmunt Majewski pełnił stanowisko prezbitera okręg północnego Kościoła Zielonoświątkowego w RP.
17 października 2010 roku nowym pastorem zboru został Sławomir Majewski.